# Anthidium rufitarse
Anthidium rufitarse is een vliesvleugelig insect uit de familie Megachilidae. De wetenschappelijke naam van de soort is voor het eerst geldig gepubliceerd in 1917 door Friese.